# Iglesia de Nuestra Señora del Olmo (Aldeanueva del Camino)
La iglesia de Nuestra Señora del Olmo es un templo parroquial católico ubicado en el municipio español de Aldeanueva del Camino, en la provincia de Cáceres.
Es una de las dos iglesias que forman la parroquia del pueblo, perteneciente a la diócesis de Coria-Cáceres. Hasta 1959 era el templo parroquial de la parte de Aldeanueva ubicada al sureste de la Vía de la Plata y pertenecía a la diócesis de Plasencia. El edificio, que data del siglo XVI, se halla en una plazuela ubicada detrás de la casa consistorial del municipio.

## Historia
La parroquia tiene su origen en la Reconquista, cuando el área de Aldeanueva del Camino fue conquistada tanto por el reino de León como por el reino de Castilla, cuya frontera la marcaba en esta zona la Vía de la Plata. Comenzaron a construirse viviendas a ambos lados de la frontera, y en cada parte se formó un lugar al que hubo que darle una parroquia separada. La necesidad de mantener dos estructuras se mantuvo tras la unificación de la Corona de Castilla en 1230, pues la parte leonesa había sido asignada a las tierras de Granadilla y diócesis de Coria y la parte castellana a la tierra de Plasencia y diócesis de Plasencia. La actual Aldeanueva del Camino no se organizó como un municipio unificado hasta 1834.
La iglesia de Nuestra Señora del Olmo fue construida para dar servicio a la parte suroriental de Aldeanueva, perteneciente en su origen a la diócesis de Plasencia, conocida localmente como la "parte de arriba" del pueblo. Según el diccionario de Madoz, de mediados del siglo XIX, esta iglesia no funcionaba como una parroquia, sino como un anejo de la parroquia de San Pablo Apóstol de Gargantilla.
Hasta mediados del siglo XX, Aldeanueva del Camino seguía conservando la división en dos diócesis como un vestigio de su origen, situación que por el mismo motivo compartía el vecino municipio de Baños de Montemayor. El Concordato entre el Estado español y la Santa Sede de 1953 obligó a la modificación de los límites de las diócesis católicas españolas para evitar situaciones arcaicas, por lo que en 1959 se llegó a un acuerdo para ajustar los límites en el valle del Ambroz: Baños de Montemayor se integró totalmente en la diócesis de Plasencia y las dos iglesias parroquiales de Aldeanueva del Camino formaron una sola parroquia en la de Coria, ahora llamada diócesis de Coria-Cáceres por obligar el citado concordato a establecer una segunda sede episcopal en la capital provincial.

## Descripción

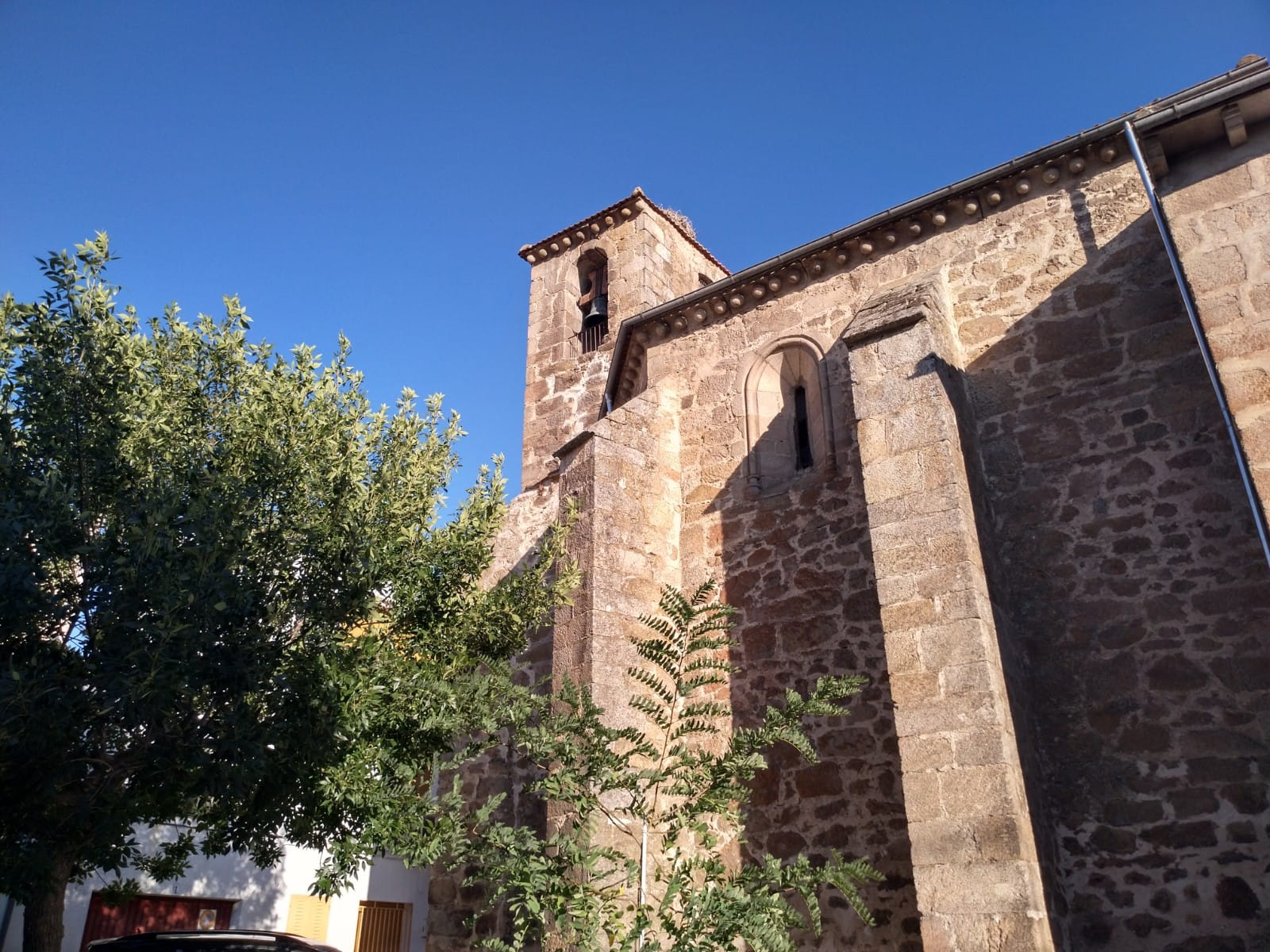
Cabecera del templo

La actual estructura del edificio data del siglo XVI y es una fábrica de mampostería con algunos elementos de cantería. Su estilo es tardogótico, aunque con elementos propios de la arquitectura religiosa que se conserva de la época en la actual Extremadura. La capilla mayor y el campanario tienen piedra vista en la fachada; en el resto del edificio hay revestimiento en color blanco, salvo en algunos elementos como las portadas y los contrafuertes. La portada del imafronte es un arco de medio punto de granito, formado de largas dovelas; existe un segundo acceso, también de medio punto y granito, en el lado del evangelio. El interior es de una nave, bastante más ancha que la capilla mayor, y tan poco profunda que solo está dividida en dos tramos, por un arco de medio punto de piedra, de sección ochavada. La techumbre es de madera de tres planos y la cubierta es de teja tradicional.
La capilla mayor, algo más alta que la nave, consta de un tramo y ábside de tres lados. Se abre en arco de medio punto y está cubierta con bóveda de crucería gótica, con sus nervaduras formando una estrella de ocho puntas, toda de piedra. Se atribuye el trazado de esta capilla a Juan de Alvar, maestro que trabajó en la catedral de Plasencia. Al centro de la cabecera está unido por el exterior un campanario de planta rectangular, al que se accede a través de una escalera de piedra ubicada en la calle. En el exterior de la capilla mayor y del campanario es peculiar la cornisa, formada por bolas de piedra. También junto a la capilla mayor, pero en el lado de la epístola, sobresale de la estructura la sacristía.
Entre los elementos interiores del templo destaca el púlpito, adosado al ángulo del lado del evangelio entre la capilla mayor y la nave; este púlpito es de granito y tuvo una inscripción actualmente ilegible. En la parte de la nave cercana a la cabecera, a cada lado del arco triunfal hay una hornacina en arco escarzano. A los pies del templo hay un coro. Los retablos e imágenes del templo carecen en general de interés histórico-artístico.

## Uso actual
A partir de la citada reforma territorial de 1959, los templos parroquiales de Nuestra Señora del Olmo y de San Servando han pasado a organizarse como una única parroquia, perteneciente al arciprestazgo de Granadilla en la diócesis de Coria-Cáceres. La iglesia de Nuestra Señora del Olmo funciona actualmente como segundo templo parroquial, pues normalmente solo acoge misas los miércoles y sábados por la tarde; el resto de las misas, incluyendo las de los días festivos, tienen normalmente lugar en la iglesia de San Servando.
El Plan General Municipal de Aldeanueva del Camino de 2006 protege el edificio como monumento de relevancia local. En cuanto al estado de conservación, el Catálogo del citado Plan General señala que a fecha de 2006 era malo y que en un futuro deben corregirse algunos elementos discordantes con la estructura histórica del edificio, mencionándose en particular la presencia de tela asfáltica en la cubierta de la sacristía.